# Материалы для бластинга
Материалы для бластинга — природные либо искусственные материалы, применяемые для обработки поверхностей методом струйной очистки (бластинга) с использованием струйных аппаратов.

## Виды
Классификация по происхождению
- природные: пески из кварца, граната, дунита, оливина, мрамора, мела и др.
- искусственные для струйной очистки: колотая дробь, дробь литая из чугуна и стали, алюминиевая, керамическая, пластиковая, стеклянная, пшеничный крахмал; сухой лёд; бикарбонат натрия и др.
- на основе побочных продуктов: гранулированный шлак, угольный шлак, материалы из продукции сельского хозяйства, используемой в пищевой индустрии[1].

Классификация по типу бластинга
- для мягкого бластинга: мрамор, мел , гидрокарбонат натрия, сухой лёд;
- для жесткого бластинга: чугунная и стальная дробь, песок шлаковый.

Классификация по возможности повторного использования
- материалы с высокой твердостью и низкой ломкостью, допустимые для повторного использования, например, стальная крошка, гранатовый песок, в какой-то степени — песок шлаковый;
- одноразовые материалы, после бластинга разбиваются в пыль[2].

Наиболее популярные материалы:
- гранатовый песок — очень твёрдый и достаточно прочный материал для подготовки поверхности и удаления твёрдых поверхностных материалов[3]. В России нет месторождений гранатового песка, поставки осуществляются из Китая, Индии, Австралии. Гранатовый абразив — чистый остроугольный негигроскопичный инертный материал с содержанием чистого граната не менее 96 %; твёрдость по шкале Мооса от 7,5 до 8,0 (зависит от химического состава, месторождения); удельный вес 41,0 кН/м³; насыпная плотность 2,38 т/м³. Производительность струйной обработки гранатовым песком достигает 31 м2/ч, расход 8-10 кг/м² (при давлении от 6,5 до 7 бар). Благодаря малому рассеву гранатовый абразив дает равномерный профиль[4].
- пески шлаковые (специальные), получаемые при плавке металла (гранулированный шлак никеля и меди) и из отходов угольных электростанций (гранулированный шлак угля, который в России практически отсутствует). Содержат кварца менее 1 %[1] (купершлак и никельшлак вообще не содержат свободного диоксида кремния, вызывающего силикоз легких), не должны содержать частиц металла[5]. Они предназначены для удаления старых покрытий, окалины и ржавчины с металлических, кирпичных, бетонных, каменных поверхностей перед нанесением защитного покрытия, для удаления старых покрытий, разрушенных и размороженных участков при ремонте, а также перед окраской. Более мелкая фракция шлакового песка пригодна для очистки мягких металлов, таких, как алюминий.
- Из натуральных материалов для бластинга применяют скорлупу грецкого ореха и сердцевину кукурузного початка, которые являются лёгкими (0,6 кг/л) и мягкими (значение 3 по шкале Мооса), используются для удаления краски с дерева, пластика, тонкостенных металлов и других твёрдых поверхностей, например, для очистки электромоторов без повреждения статора и изоляции проводов.
- Металлические материалы для бластинга: сталь, ковкое железо и отбелённый чугун, из которых делают дробь и крошку. Стальной материал выдерживает 200 и более циклов. Материал для бластинга из отбелённого чугуна рекуперируется от 50 до 100 раз, а ковкое железо немного больше. Форма частиц:
  - песок, колотая дробь — многоугольные частицы;
  - литая дробь — сферические частицы;
  - рубленная проволока — цилиндрические частицы[5].
- Стеклянные шарики позволяют удалять большую часть загрязнителей, могут применяться для упрочнения поверхности (снятия напряжения). Изготавливаются из натриевого стекла без примесей свинца и кварца.
- Пластиковые материалы подходят для удаления краски и ржавчины без повреждения поверхности, эффективны для удаления загрязнений с тонкостенных изделий и некоторых высокотехнологичных композитных материалов. Они изготавливаются из разных типов смол, их твёрдость составляет 3-4 ед. по шкале Мооса. Фракционный состав варьируется от номера сита 12/16 (1,7/1,18 мм) до 40/60 (0,425/0,250 мм). Пример использования: снятие краски с тонкостенных металлов, стекловолокна, некоторых композитных материалов, деревянных изделий. Пластик используется для очистки грузовиков, автобусов, автомобилей, самолётов и лодок, а также в электронной промышленности для обработки печатных плат. Пластик также подходит для очистки литейных форм.
- Сухой лёд очищает от масляных и жировых загрязнений, пятен смолы и гудрона, следов смазок, сажи и нагара.
- Пенистый материал из водосодержащих полиуретановых частиц с открытыми порами может удалять сажу с обоев и счищать масло или жирные пятна с двигателей или гидравлических систем[1].

## Применение
Материалы для бластинга применяются для проведения следующих видов специальных работ:
- декоративная обработка, в том числе искусственное старение поверхности;
- дробеструйная подготовка поверхности и упрочнение;
- криогенная очистка;
- мягкое удаление краски;
- очистка фасадов;
- очистка каменных поверхностей;
- очистка после пожара;
- пескоструйная подготовка поверхности;
- реставрация зданий.

## Требования к материалам
Основные характеристики материала для бластинга:
- размер и распределение гранул;
- форма гранул;
- плотность;
- твердость;
- прочность (ломкость, хрупкость);
- химический состав (в частности, не должно быть свободного кварца);
- экологичность (опасность для здоровья и окружающей среды)[6];
- влажность;
- отсутствие крупных гранул и посторонних включений.

Размер частиц значим для достижения равномерного рельефа и обеспечения желаемой текстуры поверхности. Производители материалов для бластинга используют несколько совершенно различающихся систем для описания размера своей продукции:
- дробь и другие сферические материалы измеряются в тысячных долях дюйма, и размер выражается целыми числами.
- Стеклянные шарики, например, измеряются в соответствии с системой мер, относящейся к ситу, и выражаются в «номере сита» или «микронах».
- Шлаковый песок для бластинга измеряют диапазонами в миллиметрах, соответственно, на практике это ведет к достаточно большому количеству всевозможных фракций, которые можно свести к шести условным группам: Мини, Мелкая, Полуторка, Стандарт, Крупная, Макси.

Разная форма материалов для бластинга приводит к разному профилю поверхности. Остроугольные частицы имеют неправильную форму с гранями и острыми краями, что позволяет удалять покрытия и оставлять чёткие пики и углубления. При работе с округлыми частицами образуются ямки.
Например, речной песок весит около 1,5 кг/л, колотая дробь — около 3,8 кг/л, скорлупа грецких орехов — всего 0,7 кг/л. Чем больше плотность материала, тем больше энергии каждая частица передаёт поверхности.
Воздействие материала для бластинга на обрабатываемую поверхность определяется его твёрдостью. Если материал твёрже субстрата, то он оставит профиль на поверхности. Если он мягче поверхности, но твёрже покрытия, то он удаляет покрытие. Если он мягче покрытия, то он очищает грязь с поверхности без удаления покрытия. Твёрдость материала для бластинга, как правило, измеряется по шкале Мооса (за исключением стальных материалов) значениями от 1 (тальк) до 10 (алмаз).
Стальная крошка и дробь измеряются в Роквеллах по шкале С (и обозначаются Rc). Варьируются от мягких 35 Rc, до твёрдых — 65 Rc.
Под прочностью (ломкостью) понимается хрупкость бластинговых материалов, или их способность крошиться на мелкие части при ударе о поверхность. Чем больше ломкость, тем меньшее количество раз он может быть использован повторно и тем больше он производит пыли, что снижает производительность работы. Большая часть материалов для бластинга может быть повторно использована ограниченное число раз.
Следует заметить, что конкретные значения перечисленных характеристик зависят от решаемой задачи, характеристики очищаемой поверхности, применяемого оборудования и условий проведения работы.

## Экологические аспекты
При бластинге нельзя использовать пески, содержащие более 1 % свободного кварца. Кварцевая пыль может привести к серьёзным заболеваниям органов дыхания и летальному исходу. В настоящее время применение кварцевого песка в струйной очистке запрещено как в России, так и странах Европы.